# Montanuy
Montanuy (katalanisch Montanui) ist eine katalanischsprachige, der Franja de Aragón zugehörige Gemeinde in der Provinz Huesca der Autonomen Gemeinschaft Aragonien (Spanien). Sie liegt in der Comarca Ribagorza größtenteils westlich des Flusses Noguera Ribagorzana.

## Gemeindegebiet
Die Gemeinde umfasst die Ortschaften:
- Aneto
- Ardanuy
- Benifóns
- Bono
- Castanesa
- Castarnés
- Escané
- Estet
- Fonchanina
- Forcat
- Ginaste
- Montanuy
- Noales
- Ribera
- Señíu
- Viñal.

Die ehemaligen Gemeinden Bono und Castanesa wurden zwischen 1960 und 1970 eingegliedert.

## Geschichte
Der erstmals im Jahr 1000 genannte Ort entstand um eine Burg, die die Route in das Val d’Aran sicherte.

## Bevölkerungsentwicklung
| 1991 | 1996 | 2001 | 2006 | 2011 | 2016 | 2021 |
| ---- | ---- | ---- | ---- | ---- | ---- | ---- |
| 327  | 322  | 296  | 311  | 284  | 223  | 215  |

## Sehenswürdigkeiten
- Kirche aus dem 17. Jahrhundert

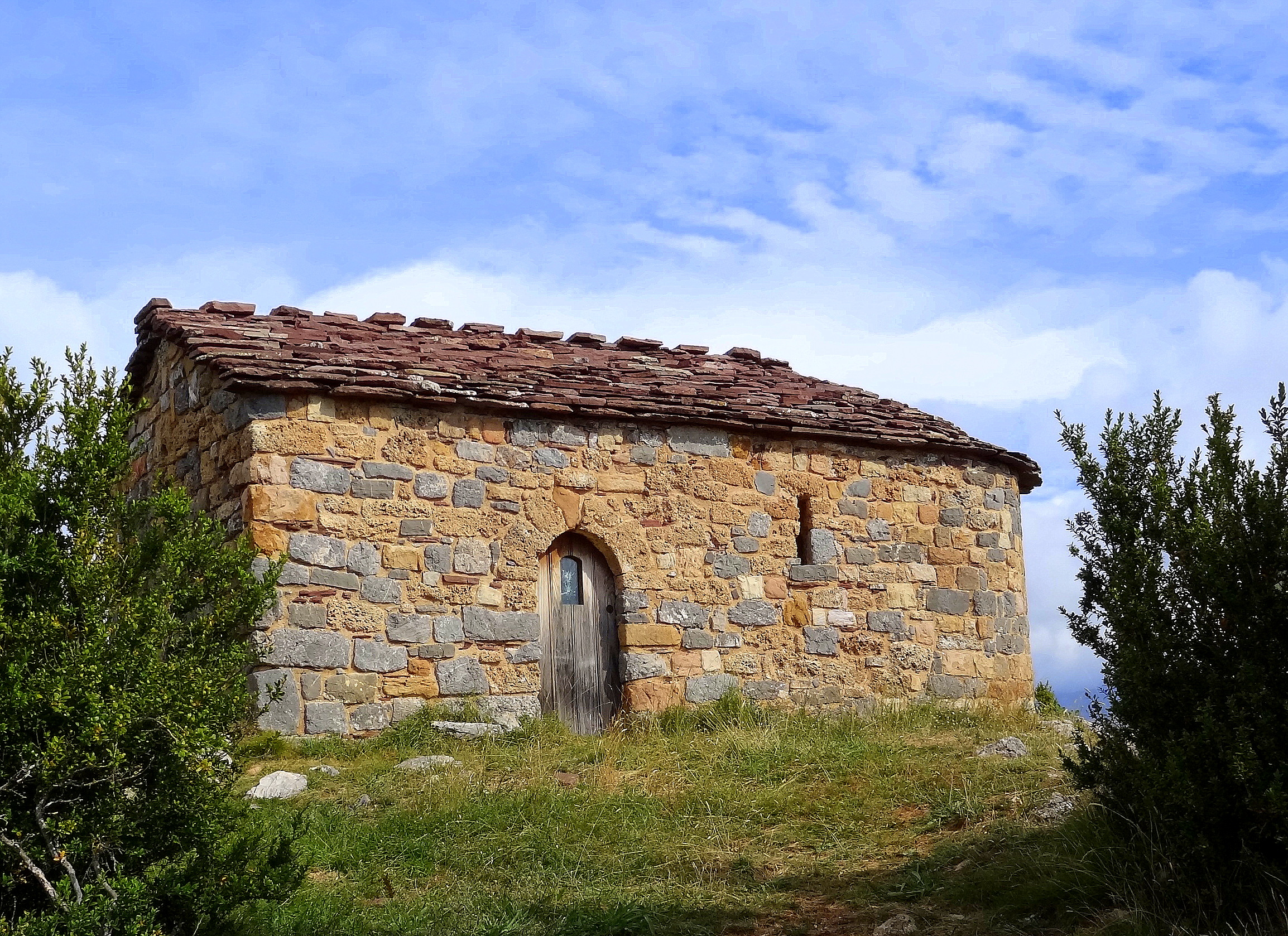
Ermita llucia

- Casa del Corredor mit einem Verteidigungsturm aus dem 16. Jahrhundert
- Casal d'Arro
- Casal de Quintana
- Einsiedelei Virgén de Bigüerri